# Saoud ben Abdelaziz Al Rachid
Saoud ben Abdelaziz Al Rachid (arabe : سعود بن عبدالعزيز), (1897-1920), fut le dixième émir de Haïl de la dynastie Al Rachid du 14 septembre 1908 à 1920.
Il fut assassiné en mars 1920 par Abdallah ben Talal, petit-fils de Naïf, le seul fils du deuxième émir ayant survécu ; deux de ses veuves se remarient par la suite avec Ibn Saoud : Noura bint Hammoud Al Sabhan et Fahda bint Assi Al Churaym, mère du roi Abdallah d'Arabie saoudite.